# Feda kommun
Feda kommun (norska: Feda kommune) var en kommun i Vest-Agder fylke i södra Norge. Kommunen omfattade den sydvästra delen av nuvarande Kvinesdals kommun (Feda socken). Tätorten Feda utgjorde kommunens centralort.

## Administrativ historik
Feda kommun upprättades den 1 januari 1900 genom utbrytning ur Kvinesdals kommun. Kommunen hade 1 090 invånare vid upprättandet.
Den 1 januari 1963 gick Feda kommun, tillsammans med Fjotlands kommun, åter upp i Kvinesdals kommun. Kommunens hade då 576 invånare.